# Groupe scolaire

## Enseignement public

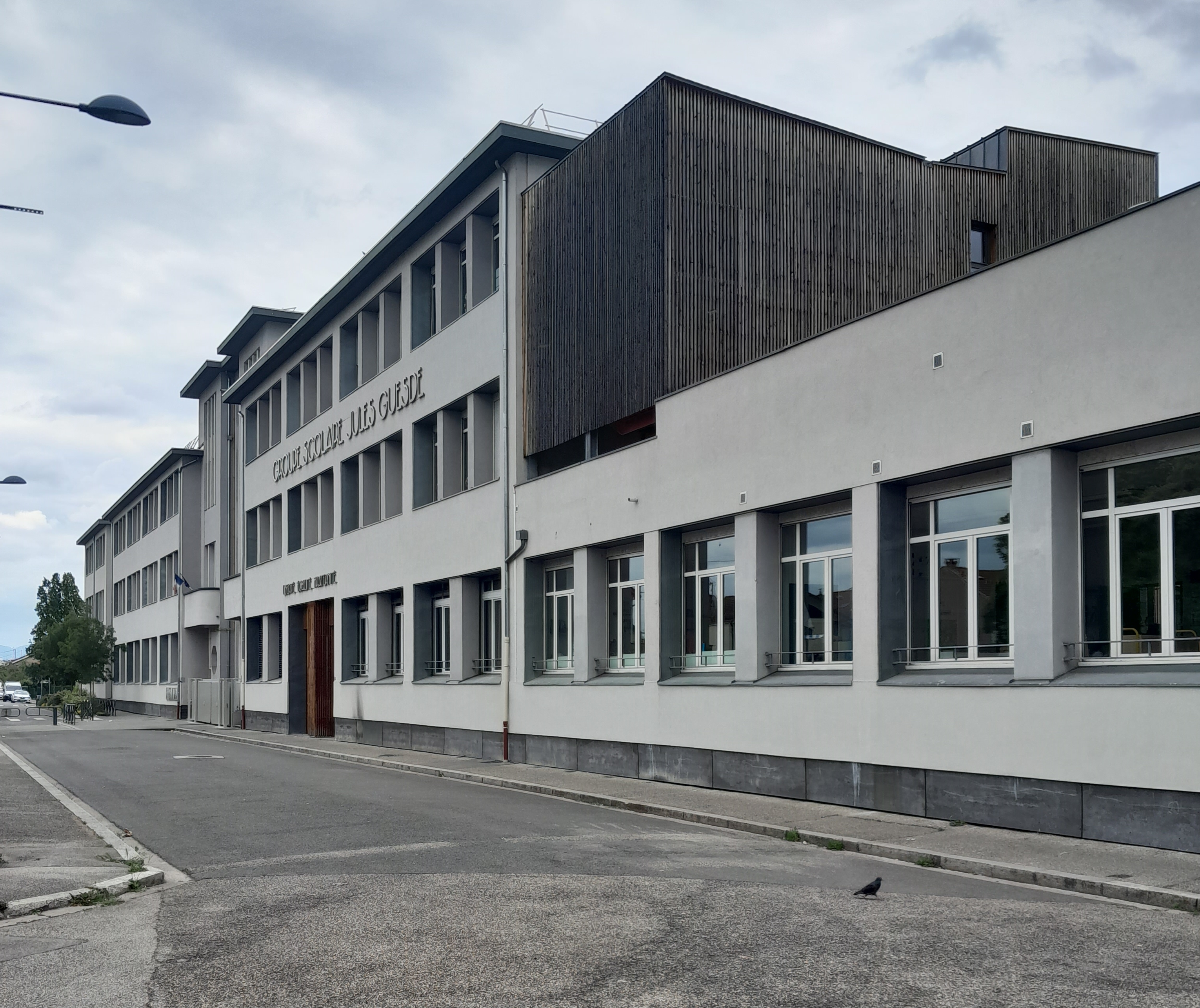
Groupe scolaire Jules Guesde à Villeurbanne

En France, dans l'enseignement public, un groupe scolaire est un établissement d'enseignement primaire, comprenant à la fois les classes de maternelle (petite, moyenne et grande sections) et d'élémentaire (CP, CE1, CE2, CM1, CM2) sous une direction commune.
Avant la généralisation de la mixité scolaire dans les années 1950, un groupe scolaire regroupait le plus souvent une école de filles et une école de garçons (ou plusieurs).
Un groupe scolaire dépend généralement de la commune, comme les écoles maternelles et élémentaires.

## Enseignement privé
Dans l'enseignement privé, le groupe scolaire a une définition plus floue, et semble parfois inclure le secondaire.